# 방원정
방원정(房元井, 1593년 ∼ 1652년)은 조선의 문신, 학자이다. 본관은 남양(南陽), 자는 군설(君渫)·이정(而淨), 호는 지족와(知足窩)이다.
1618년(광해군 10년) 진사시에 합격하여 성균관직강(成均館直講)을 지냈다.
1636년(인조 14년) 병자호란 때 형 방원진(元震), 재종형(再從兄) 방원량(元亮)과 함께 의병을 일으켜 청주(淸州)와 과천(果川)에서 적을 토벌하였다.
1646년(인조 24년) 식년 문과에 급제한 후 삼례찰방(參禮察訪)이 되어 백성들에게 선정을 베풀었다.
신선술·유언비어·시법(諡法)·외교 정책·흉년 구제책·시장 정책 등 다방면에 깊은 식견을 지녔고, 저서 《지족와집(知足窩集)》을 통해 조리정연한 논지를 전개시켰다. 그 중 「문운운시폐(問云云市弊)」에서는 풍속이 근검을 지향하느냐 아니면 사치를 숭상하느냐 하는 관건은 바로 시장에서 비롯된다고 주장하였다. 또한, 조정에서 상인들을 너무 억압하고 갖가지 명목으로 세금을 착취하는 폐단을 지적하는 한편, 원활한 유통 경제를 통해 부국(富國)의 실효를 거두어야 한다고 촉구하였다.

## 저서
- 《지족와집(知足窩集)》 2권 1책

## 가족 관계
- 고조부 : 호조좌랑(戶曹佐郞) 방귀화(房貴和)
  - 증조부 : 방한걸(房漢傑)
    - 조부 : 방응현(房應賢, 1524년 ∼ 1589년)
    - 조모 : 해주 오씨(海州吳氏, 1524년 ~ 1598년), 오경인(吳景戭)의 딸
      - 부 : 방덕화(房德驊)

    - 외조부 : 종사랑(從仕郞) 양사민(楊士敏)
      - 모 : 남원 양씨(南原楊氏)
        - 이복형 : 방원진(房元震, 1577년 ~ ?) - 1605년(선조 38년) 생원시 급제
        - 형수 : 감찰(監察) 정대민(鄭大民)의 딸
        - 누이 : 남양 방씨
        - 매형 : 김경연(金慶衍)
        - 이복형 : 방원익(房元益) - 사옹원 주부(司饔院主簿)
        - 형 : 방원점(房元漸)
        - 여동생 : 사인(士人) 임게(林垍)에게 출가
          - 아들 : 방명엽(房明燁)
          - 아들 : 방명흡(房明灼)
          - 아들 : 방명식(房明烒)
          - 아들 : 방명섭(房明燮)